# The Wonder Stuff
The Wonder Stuff es un ensamble musical de rock alternativo originario de Stourbridge, Inglaterra. Estuvieron activos desde 1989 hasta 1994, para reformarse en el nuevo milenio.

## Discografía

### Estudio
- The Eight Legged Groove Machine (1988)
- Hup (1989)
- Never Loved Elvis (1991)
- Construction for the Modern Idiot (1993)[1][2]
- Escape from Rubbish Island (2004)
- Suspended By Stars (2006)
- The Eight Legged Groove Machine: 20th Anniversary Edition (2008)
- Hup: 21st Anniversary Edition (2010)
- Oh No It's...The Wonder Stuff (2012)
- 30 Goes Around the Sun (2016)

### Sencillos
- "It's Not True" (1987)
- "Unbearable" (1987)
- "Give Give Give Me More More More" (1988)[3]
- "A Wish Away" (1988)
- "It's Yer Money I'm After Baby" (1988)
- "Who Wants to Be the Disco King?" (1989)
- "Don't Let Me Down Gently" (1989)
- "Golden Green" / "Get Together" (1989)
- "Radio Ass Kiss" (1989)
- "Circlesquare" (1990)
- "The Size of a Cow" (1991)
- "Caught in My Shadow" (1991)
- "Sleep Alone" (1991)
- "Dizzy" (1991)
- "Welcome to the Cheap Seats" (1992)
- "On the Ropes" (EP) (1993)
- "Full of Life (Happy Now)" (1993)
- "Hot Love Now!" (EP) (1994)
- "Unbearable" (1994)
- "Better Get Ready for a Fist Fight" (2004)
- "Bile Chant" / "Escape from Rubbish Island" (2005)
- "Blah Blah, Lah Di Dah" (2006)
- "Last Second of the Minute" (2006)[1][2]
- "The Sun Goes Down on Manor Road" (2006)
- "The Animals & Me" (2009)
- "From the Midlands with Love" (2012)
- "From the Midlands with Love 2" (2012)
- "From the Midlands with Love 3" (2012)
- "Oh No!" (2013)
- "Friendly Company" (2013)
- "For the Broken Hearted" (2016)
- "Good Deeds and Highs" (2016)